# Christian Castillo
Christian Carlos Hernán Castillo (Buenos Aires, 28 de marzo de 1967) es un político argentino, sociólogo y docente universitario. Es miembro fundador y dirigente del PTS. En las elecciones de 2013 resultó elegido diputado de la Provincia de Buenos Aires por la coalición Frente de Izquierda, cargo al que renunció el 10 de junio de 2015 para dejar su lugar al siguiente candidato en función de la rotación de banca entre los distintos partidos que conforman el Frente. Se postuló como precandidato a Gobernador para las elecciones primarias de 2015, perdiendo la interna ante Néstor Pitrola.En las elecciones generales del 22 de octubre de 2023 resultó electo diputado nacional por la Provincia de Buenos Aires asumiendo el cargo el 10 de diciembre de 2023.

## Universidad
Fue director de la Carrera de Sociología de la UBA. Como intelectual marxista, es el coordinador de la Cátedra Libre “Karl Marx”, que se dicta en Universidades de Buenos Aires, La Plata, Neuquén, Córdoba, Mendoza, Jujuy, La Matanza, Tucumán y Quilmes.
Como docente universitario, ha tomado parte activa en la lucha por la defensa de la Universidad pública y gratuita, contra los planes de arancelamiento y privatización. No ha participado solamente en Argentina, sino que esta actividad lo ha llevado a apoyar activamente a los estudiantes de la Universidad Autónoma de México en el año 2000.
Junto a los estudiantes mexicanos, fue detenido mientras participaba en una asamblea y sufrió 18 días de encarcelamiento; fue liberado el 22 de febrero de 2000 gracias a la movilización desatada en varios países y a la huelga de hambre realizada por estudiantes universitarios en la Argentina frente a la Embajada de México.
Es titular de la materia Sociología General en la Facultad de Humanidades y Ciencias de la Educación de la Universidad Nacional de La Plata, y de la materia optativa Sociología de los procesos revolucionarios, en la Facultad de Ciencias Sociales de la Universidad de Buenos Aires.

## Política
Entre 1983 y 1988 fue dirigente de la “Juventud Socialista” del Movimiento al Socialismo (MAS).
En 1988 fue fundador del Partido de los Trabajadores Socialistas (PTS), del cual es dirigente nacional junto a José Montes y Raúl Godoy, junto a otros intelectuales y dirigentes obreros y estudiantiles argentinos.
Ha sido candidato a diversos cargos, como por ejemplo, Diputado Nacional, Legislador de la Ciudad de Buenos Aires, y Jefe de Gobierno de la Ciudad de Buenos Aires. En las elecciones del 28 de octubre de 2007, se postuló como candidato a diputado nacional por una coalición de izquierda entre el PTS y otras organizaciones llamada “Frente de Izquierda y los Trabajadores”.
El año 2009 se presentó como candidato a diputado por la ciudad de Buenos Aires del Frente de Izquierda y los Trabajadores, Anticapitalista y Socialista conformado por PTS, MAS e IS.
En el año 2011 se presentó como candidato a Vicepresidente de la República Argentina en el Frente de Izquierda.
En las elecciones del año 2013, fue elegido diputado provincial en la Provincia de Buenos Aires por el Frente de Izquierda, cargo que ocupó hasta el 10 de junio de 2015, siendo sustituido por Mónica Schlotthauer.
En 2015 se presentó en las elecciones primarias como candidato a gobernador de Buenos Aires, aunque fue superado en la interna en su partido por Néstor Pitrola.
Para 2019 es candidato a gobernador por la Provincia de Buenos Aires por el Frente de Izquierda junto a la docente y activista Mercedes Trimarchi.

## Publicaciones
Es Coordinador General del "Centro de Estudios, Investigación y Publicaciones León Trotsky" de Argentina y colaborador de la Revista "Estrategia Internacional", que se traduce al inglés y al francés.

Sus escritos pueden encontrarse en la Revista "Estrategia Internacional", en la revista "Lucha de Clases" y en otras publicaciones. Ha publicado:  
- Estado, poder, comunismo (1ª edición). Imago Mundi. 2003. ISBN 978-950-793-019-5.
- Imperialismo, guerra y resistencia al comienzo del nuevo siglo (1ª edición). Universidad de Buenos Aires. 2003. ISBN 978-950-29-0743-7. En coautoría con Eduardo Grüner y Horacio González
- Los '90 (1ª edición). Final Abierto. 2007. ISBN 978-987-23580-1-3. En coautoría con Pablo Pozzi, Pablo Augusto Bonavena y Vicente Zito Lema
- La izquierda frente a la argentina kirchnerista (1ª edición). Planeta. 2011. ISBN 978-950-49-2742-6..
- Teoría social y trabajo social (1ª edición). Universidad Nacional de La Plata. 2017. ISBN 978-950-34-1577-1. Participación en obra colectiva

## Otras actividades
Es columnista del programa radial "Pateando el tablero", transmitido por Radio Splendid.